# Museo Fábrica Reig
El Museo Fábrica Reig (en catalán: Museu Fàbrica Reig; o la antigua Fábrica Reig; Fàbrica Reig) es un museo del Principado de Andorra dedicado a la historia del tabaco del país, se encuentra en la calle Doctor Palau de San Julián de Loria. Se encuentra en la antigua fábrica de tabacos Reig, un edificio de principios del siglo XX que funcionó desde 1909 hasta 1957. Durante esta época el tabaco fue uno de los principales factores de la pujanza de Andorra. El museo es de la Fundación Julià Reig, de la familia Reig, propietarios de Tabacos Reig y Banca Reig.